# خوسه لوئیس سالگادو
خوسه لوئیس سالگادو (اسپانیایی: José Luis Salgado‎؛ زادهٔ ۳ آوریل ۱۹۶۶) بازیکن فوتبال اهل مکزیک بود.
از باشگاه‌هایی که در آن بازی کرده‌است می‌توان به باشگاه فوتبال آمریکا، باشگاه فوتبال مونتری، باشگاه فوتبال اونیورسیداد ناسیونال، و باشگاه فوتبال لئون اشاره کرد.
وی همچنین در تیم ملی فوتبال مکزیک بازی کرده‌است.